# IFPI香港唱片銷量大獎頒獎禮2011
IFPI香港唱片銷量大獎頒獎禮2011是於2012年2月16日在九龍灣國際展貿中心舉辦，並於2012年2月19日在無線電視翡翠台晚上十時播出。獎項由國際唱片業協會（香港會）（簡稱「香港IFPI」）主辦，獎勵前一年最暢銷的音樂作品以及有突出成就的藝人。IFPI香港唱片銷量大獎頒獎典禮是由核數師計算香港地區2011年的唱片銷量，後頒發獎項予最高銷量的唱片。唯四大唱片已退出香港IFPI，故未能得到任何獎項。
容祖兒在本屆獲得6項大獎，成為當晚獲獎最多的藝人。而G.E.M.獲得4項大獎，成為當晚獲獎第二最多的藝人。

## 得獎名單

### 十大銷量廣東唱片
- 《出走三部曲》——許廷鏗
- 《有故事的人》——鄭欣宜
- 《Vocalist》——林欣彤
- 《和那誰的》——蘇永康
- 《the Songbird Anthology》——王菀之
- 《林峯LF》——林峯
- 《Awakening》——何韻詩
- 《Dedicated To...》——RubberBand
- 《Sweetest Day》——蔡卓妍
- 《Joey & Joey》——容祖兒

### 十大銷量國語唱片
- 《3650》——Twins
- 《My Secret》——G.E.M.
- 《美妙生活》——林宥嘉
- 《掀起》——盧凱彤
- 《我最愛糖兄妹》——糖兄妹
- 《S.H.E 愛而為一 演唱會影音館》——S.H.E
- 《獨一無二》——羅志祥
- 《My Love》——Hebe
- 《Romance》——Olivia Ong
- 《First 第一次》——林峯

### 十大數碼暢銷歌曲
| 十大暢銷數碼歌曲得獎名單 | 十大暢銷數碼歌曲得獎名單               | 十大暢銷數碼歌曲得獎名單 | 十大暢銷數碼歌曲得獎名單 | 十大暢銷數碼歌曲得獎名單 | 十大暢銷數碼歌曲得獎名單 |
|                          | 歌曲                                   | 主唱                     | 專輯                     |                          |                          |
| 1                        | 不要驚動愛情                           | 鄭秀文                   | 《Faith》                |                          |                          |
| 2                        | Poker Face                             | Lady Gaga                | 《The Fame》             |                          |                          |
| 3                        | 天梯                                   | C AllStar                | 《我們的胡士托》         |                          |                          |
| 4                        | A.I.N.Y.                               | G.E.M.                   | 《18...》                |                          |                          |
| 5                        | 男人信什麼                             | 衛蘭、JW                 | 《Love Diaries》         |                          |                          |
| 6                        | 破相                                   | 容祖兒                   | 《空港》                 |                          |                          |
| 7                        | 殘酷遊戲                               | 衛蘭                     | 《Wish》                 |                          |                          |
| 8                        | Nobody                                 | Wonder Girls             | 《Nobody》               |                          |                          |
| 9                        | Nothing's Gonna Change My Love for You | 方大同                   | 《Timeless》             |                          |                          |
| 10                       | 陀飛輪                                 | 陳奕迅                   | 《Time Flies》           |                          |                          |
| ------------------------ | -------------------------------------- | ------------------------ | ------------------------ | ------------------------ | ------------------------ |

### 全年最高暢量本地現場錄製音像出品
- 《G.E.M. Get Everybody Moving Concert 2011》——G.E.M.

### 最暢銷本地現場錄製音像出品
- 《Ladies & Gentlemen 楊千嬅世界巡迴演唱會2010．香港站Live》——楊千嬅
- 《劉德華 Unforgettable 中國巡迴演唱會2011》——劉德華
- 《Joey Yung Concert Number 6》——容祖兒
- 《Grasshopper草蜢25週年演唱會Live/KaraokeDVD+CD》——草蜢

### 最暢銷音樂, 電影電視原聲及精選唱片
- 《天愛2》 ——Various Artists
- 《林子祥 真經典》——Various Artists
- 《借東西的小矮人亞莉亞蒂》——Various Artists
- 《好歌 Encore 101》——Various Artists
- 《試音王Audiophile Test HQCD 2011》——Various Artists

### 最暢銷日韓語唱片
- 《w-inds. 10th Anniversary Best Album》——w-inds.
- 《A-CHA》——Super Junior
- 《Team H》——張根碩 x Big brother
- 《Everyday、髮箍》——AKB48
- 《世紀精選 (2 HQCD) 21th Century Best Of The Red & Blue——谷村新司 Shinji Tanimura

### 十大銷量本地歌手
- 容祖兒
- Twins
- G.E.M.
- 楊千嬅
- 許志安
- 草　蜢
- 林欣彤
- 何韻詩
- 林　峯
- 劉德華

### 最暢銷本地女新人
- 鄭欣宜
- 梁佑嘉
- 林欣彤

### 最暢銷本地男新人
- 許廷鏗
- 侯志斌

### 最暢銷本地新人組合
- 鍾一憲、麥貝夷
- 糖兄妹

### 最高銷量廣東唱片
- 《Joey & Joey》——容祖兒

### 最高銷量國語唱片
- 《S.H.E 愛而為一 演唱會影音館》——S.H.E

### 全年最高銷量本地組合
- Twins

### 全年最高銷量本地女歌手
- 容祖兒

### 全年最高銷量本地男歌手
- 劉德華

### IFPI香港45週年樂壇貢獻榮譽大獎
- 汪明荃
- 鄭少秋

### IFPI香港粵劇貢獻大獎
- 龍劍笙
- 梅雪詩